# Гайбах
Гайбах (нем. Gaibach) — небольшое поселение в трёх километрах от города Фольках, ныне район Фолькаха.

## Достопримечательности

### Замок
Построен в XVI веке Валентином Эхтером фон Меспельбруном (Valentin Echter von Mespelbrunn). В XVII—XVIII веках перестроен новыми владельцами — графами Шёнборн. Сейчас (2008 год) в замке размещена Франконская Сельская школа. (Franken-Landschulheim)

### Католическая церковь Св. Троицы
Построена по проекту Бальтазара Ноймана (русс.- Бальтазар Нейман) в первой половине XVIII века. Заказчиком проекта был князь-епископ Фридрих Карл фон Шёнборн.

### Крестовая капелла
В северо-восточном углу Английского сада, примыкающего к зданию замка, расположена круглая ротонда Св. Крестовой капеллы (Hl.Kreuzkapelle).

### Колонна конституции
Памятник (нем. Konstitutionssäule — буквально «Конституционный столб») был сооружён по проекту архитектора Лео фон Кленце в 1821—1828 годах в память о десятилетнем юбилее дарования Баварии конституции королём Максимилианом I Иосифом. Заказчиком сооружения был граф Франц Эрвайн фон Шёнборн (нем. Graf Franz Erwein von Schönborn), находившийся в дружеских отношениях с будущим королём Людвигом I Будущий король заложил первый камень в основание памятника и дальнейшем он был освящён в его присутствии.
Высота полой колонны составляет 32 метра. Колонна Конституции установлена на возвышенности в километре от нижнефранконского селения Гайбах, ныне в составе города Фолькаха в округе Китцинген).

## Галерея

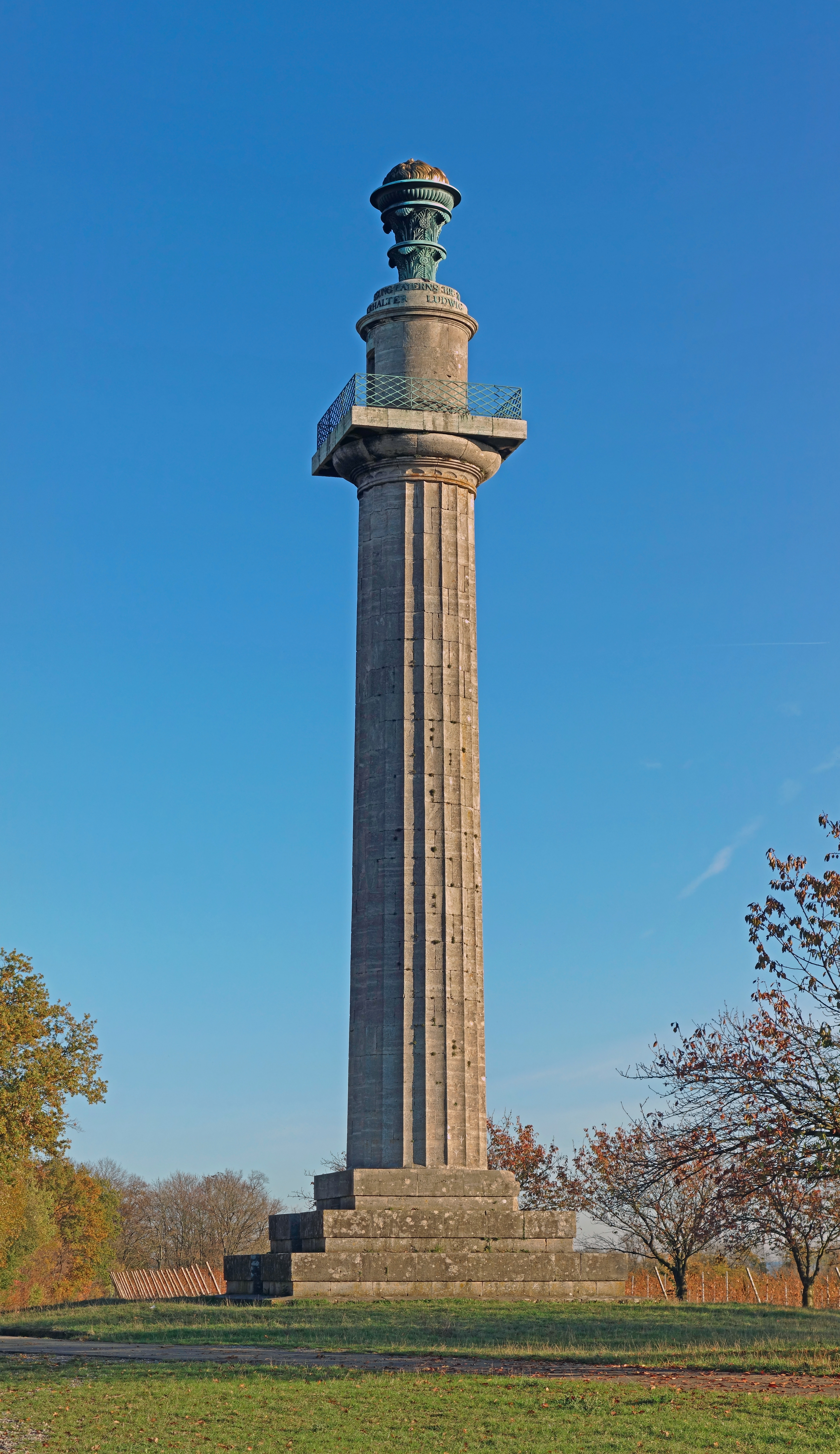
Колонна конституции
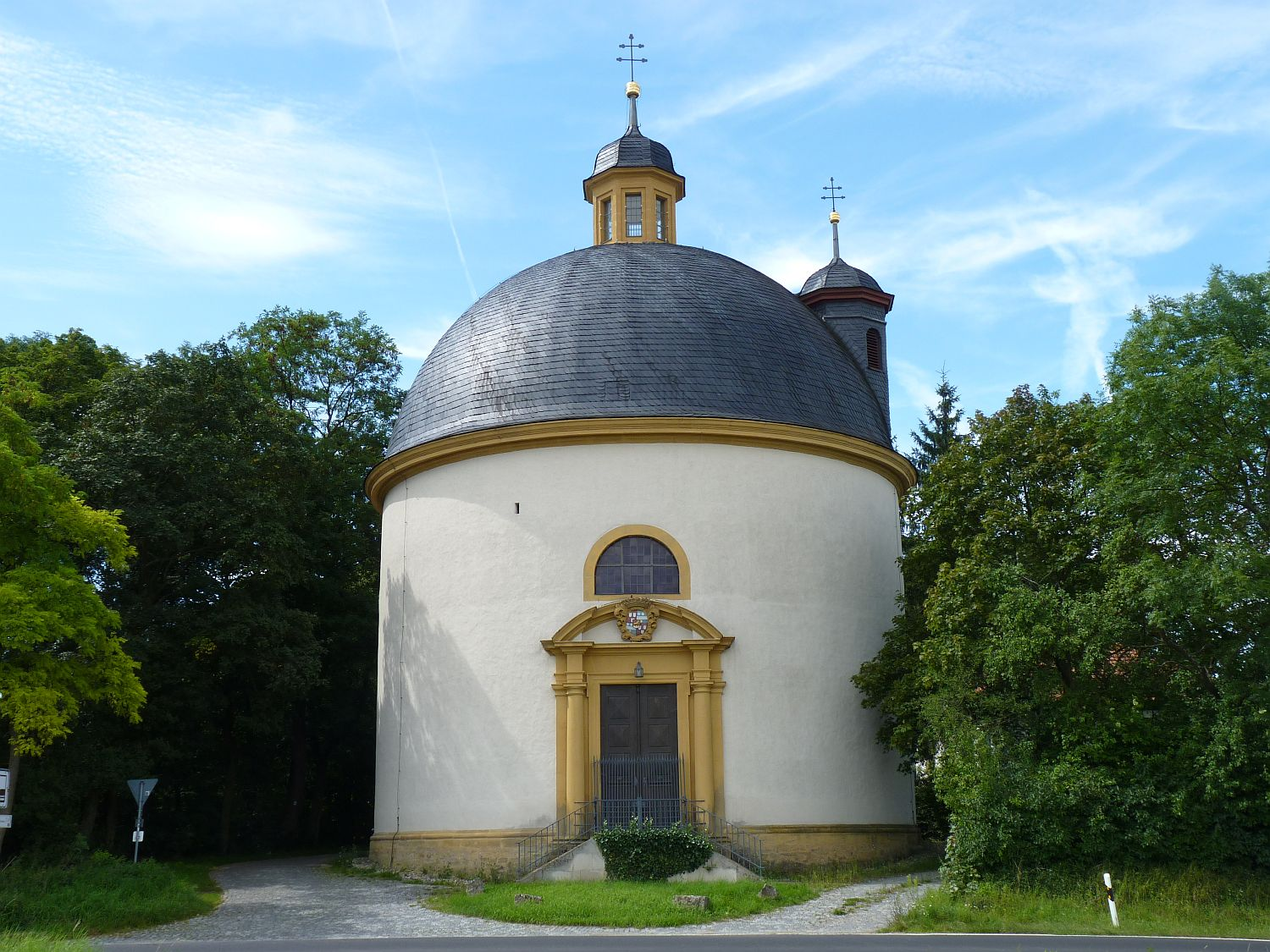
Крестовая капелла
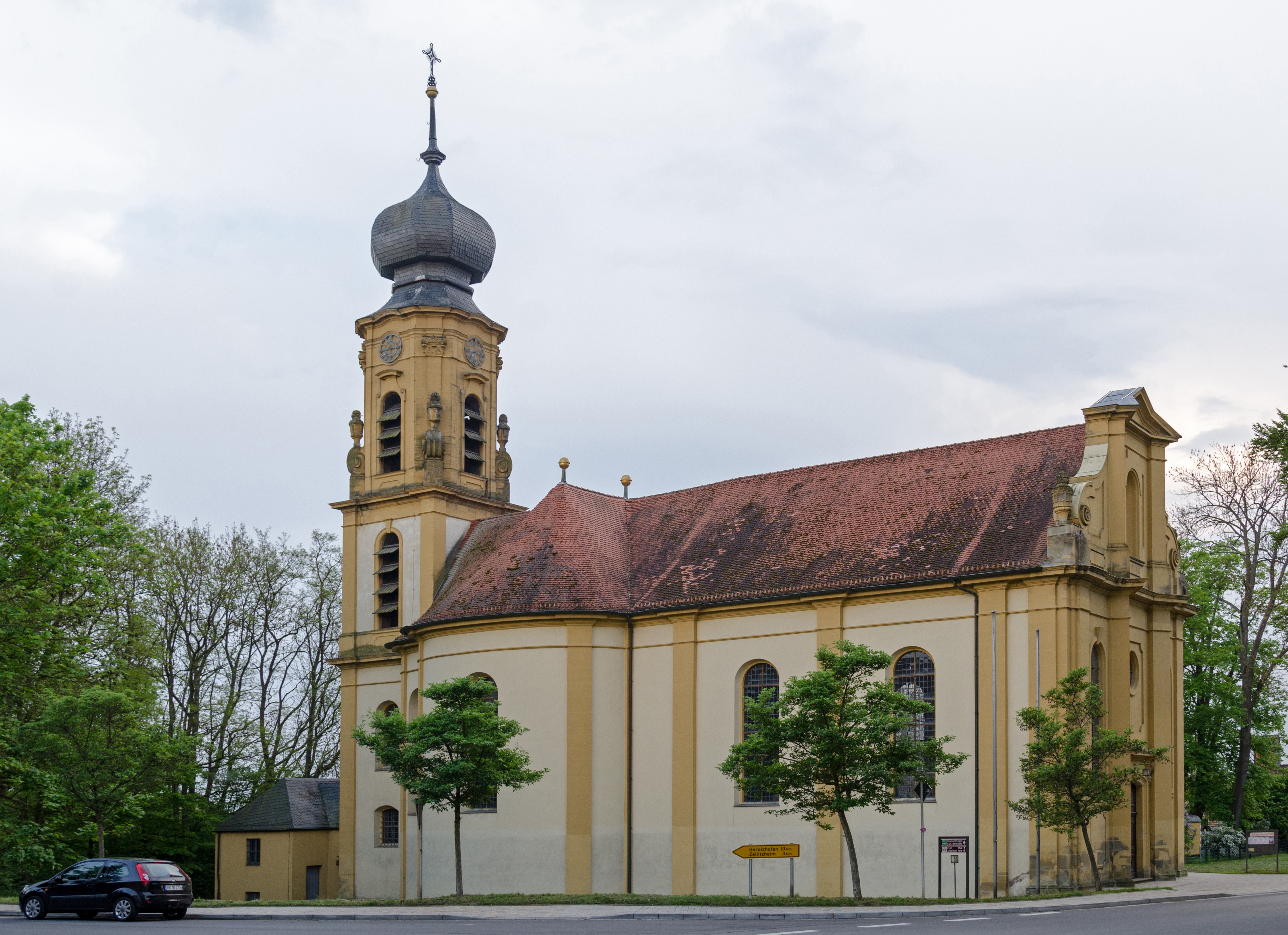
Католическая церковь в Гайбахе
Замок в Гайбахе. Фасад в сад
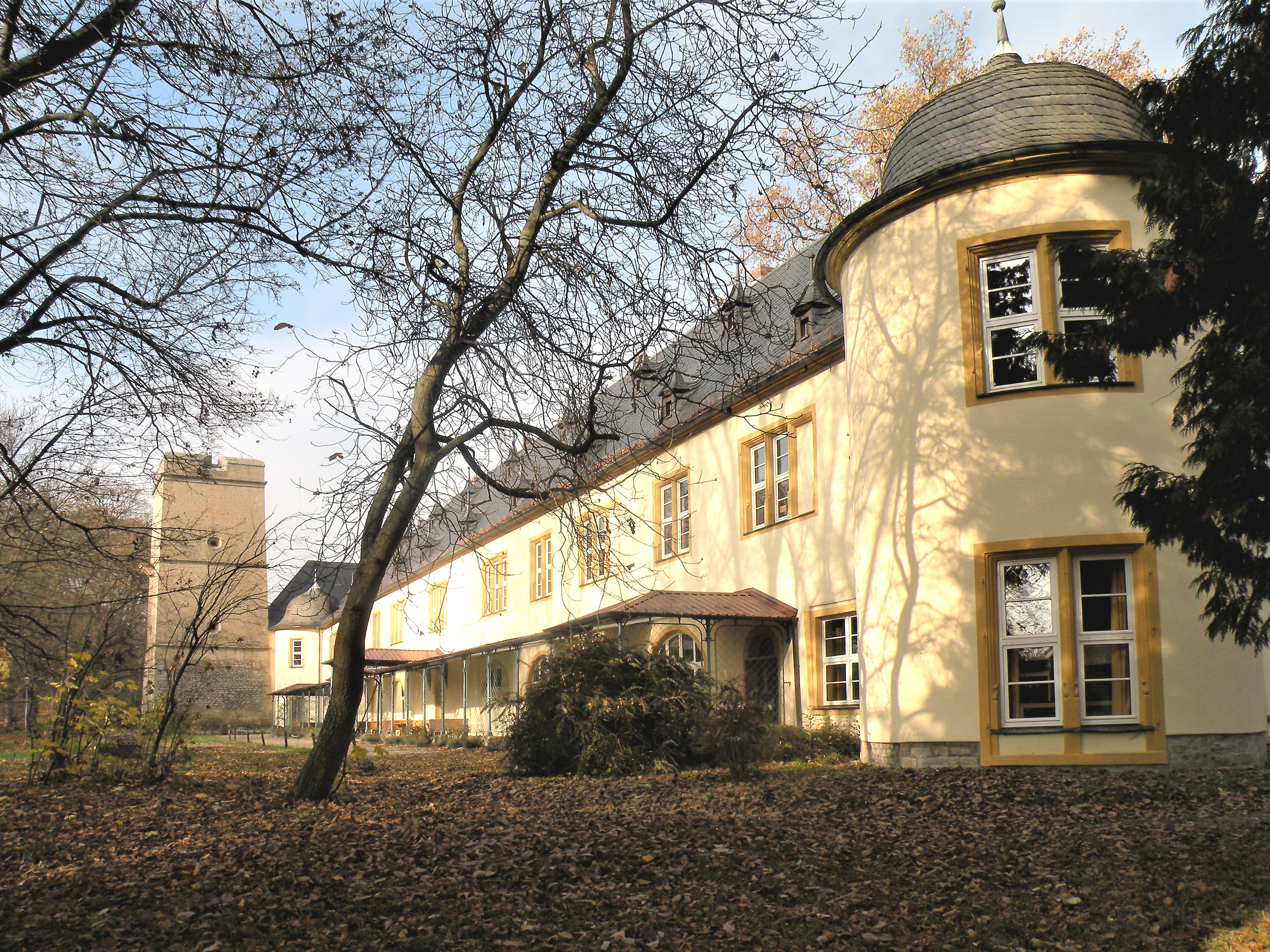
Боковой фасад замка